# Georg Girardet
Georg Girardet (* 7. September 1942 in Kempten) ist ein deutscher Jurist und Verwaltungsbeamter. Er war mehr als 17 Jahre lang Bürgermeister und Beigeordneter für Kultur in Leipzig.

## Leben
Georg Girardet, der aus der Essener Verleger-Dynastie Girardet stammt, begann nach dem Abitur ein Jurastudium, das er mit der Promotion zum Dr. iur. abschloss. Von 1973 bis 1977 war er Referent in der Abteilung Berufsbildung im Bundesministerium für Bildung und Wissenschaft, von 1978 bis 1985 Referent in der Ständigen Vertretung der Bundesrepublik Deutschland in der DDR und von 1980 bis 1985 deren Kulturreferent.
1985 wechselte er in die Senatsverwaltung von Westberlin und übernahm dort die Referatsleitung für die 750-Jahr-Feier 1987 sowie für die Veranstaltungen innerhalb des Projekts „Berlin – Kulturhauptstadt Europas 1988“ in der damaligen Senatsverwaltung für kulturelle Angelegenheiten. 1989 wurde er ins Bundesministerium für Bildung und Wissenschaft berufen, zunächst als Leiter des Personalreferats, dann des Referats „Kunst, Kultur und Sport im Bildungswesen“. Am 1. Dezember 1991 wurde er in sein Amt als Bürgermeister und Beigeordneter für Kultur der Stadt Leipzig gewählt, das er für fast 18 Jahre bis zum 29. Mai 2009 (seinem letzten Arbeitstag) innehatte. Die feierliche Verabschiedung in den Ruhestand erfolgte bereits am 19. Mai 2009. Zu seinem Nachfolger wurde Michael Faber gewählt.
In seine Amtszeit fielen u. a. der Neubau des Museums der bildenden Künste, die Renovierung des Grassimuseums, der Erwerb der Musikschule sowie die Sanierung und der Ausbau des Leipziger Zoos (Bau von Pongoland und Planung von Gondwanaland).
Zu seinen Ehrenämtern zählen u. a.:
- Vorsitzender des Stiftungsrates der Stiftung Bach-Archiv Leipzig
- Vorsitzender des Aufsichtsrates der Zoo Leipzig GmbH
- Vorsitzender des Vorstandes der Bürgerstiftung Leipzig
- Stellv. Vorsitzender des Vorstandes der Stiftung Völkerschlachtdenkmal
- Stellv. Vorsitzender des Vorstandes des Thomaskirche Bach 2000 e. V.
- Stellv. Vorsitzender des Vorstandes der Felix-Mendelssohn-Bartholdy-Stiftung

Er ist Mitglied u. a.:
- Stiftungsrat der Stiftung Galerie für Zeitgenössische Kunst
- Vorstand der Stiftung Buchkunst
- Verwaltungsrat der Deutschen Nationalbibliothek
- Kuratorium des forum thomanum Leipzig e. V.[2]

Girardet ist verheiratet und hat zwei Kinder.